# 木幡美子
木幡 美子（こばた よしこ、1967年（昭和42年）3月3日 - ）は、フジテレビの総務局次長兼CSR推進室部長。元アナウンサー、アナウンス室副部長。本名は岡 美子（おか よしこ）で、木幡は旧姓。趣味・特技はニュース、料理、映画。

## 来歴・人物
東京都中野区出身。英語検定1級所持、TOEIC915点。父親は当時の日製産業（現・日立ハイテク）で取締役を務め、母親はかつて国際線の客室乗務員だった。
1歳から3歳までベイルート（レバノン）、11歳から14歳までニューヨーク（アメリカ合衆国）で生活。日本に帰国したのち、千葉県立船橋東高等学校を経て上智大学外国語学部英語学科卒業後、1989年にフジテレビ入社。
上智大学在学中、1987年度にミスソフィア（ミス上智大学）に輝いたとされていたが、ブログでそれを否定した。また、通訳の学校にも通っていた。
1994年1月に職場結婚。入社以来結婚後も報道など堅めの番組を中心に活躍していたが、2000年11月に、お昼のニュースで妊娠を報告し、産休。2001年1月、愛育病院で女児を出産し、その後本格的な復帰までに合計で約1年半出産・育児休暇とリハビリ期間をとった。
アナウンサーの仕事以外では1991年に厚生省（現厚生労働省）の公衆衛生審議会委員、2003年に経済産業省の産業構造審議会委員、2009年に法務省の法制審議会民法成年年齢部会委員を務めるなど、政府の各種審議会で委員を務める。
英語以外にも、手芸が得意であり、娘のおもちゃも自ら作るほどである。それが高じて、アナウンス室内で「手芸部」を主宰し、副部長を務めていた（部長は益田由美アナ）。
2011年6月29日付でCSR推進室副部長に異動。
2013年6月27日付で組織改正により放送文化推進局CSR推進室副部長に役職を変更した。
2014年6月27日付で部長に昇格。組織改編、局次長昇格を経て現職。

## 過去の出演番組
報道番組
担当変更が多く、代表的な担当番組がない。近藤サトとの担当番組の交代が多い。
| 期間                       | 期間                       | 番組名                                                     | 役職                           | 担当日     | 備考                                           |
| -------------------------- | -------------------------- | ---------------------------------------------------------- | ------------------------------ | ---------- | ---------------------------------------------- |
| 1989.10.1                  | 1991.3.31                  | FNNスーパータイム                                          | スポーツキャスター             | 休日       | 田代尚子→吉崎典子→近藤の代役                   |
| 1991.4.8                   | 1992.3.25                  | おめざめ天気予報                                           | キャスター                     | 月～水曜日 | 木・金曜日は松井が担当、下記朝の情報番組と兼務 |
| 1992.4.2                   | 1992.4.3                   | ニュース&ウェザー                                          | キャスター                     | 木・金曜日 |                                                |
| 1991.4.12                  | 1992.3.27                  | FNN World Uplink                                           | お天気キャスター               | 金曜日     |                                                |
| 1992.4.2                   | 1992.9.25                  | FNN World Uplink                                           | お天気キャスター               | 木・金曜日 |                                                |
| 1992.10.5                  | 1993.3.31                  | FNN World Uplink                                           | お天気キャスター               | 月～水曜日 |                                                |
| 1992.4.9                   | 1992.9.25                  | モーニングLIVE（上記朝の情報番組、下記昼のニュースと兼務） | キャスター                     | 木・金曜日 | 月～水曜日は佐藤が担当                         |
| 1992.10.5                  | 1993.3.31                  | モーニングLIVE（上記朝の情報番組、下記昼のニュースと兼務） | キャスター                     | 月～水曜日 | 木・金曜日は佐藤が担当                         |
| 1992.4.4                   | 1992.8.22                  | FNNスピーク                                                | キャスター                     | 土曜日     | 後任は近藤                                     |
| 1992.8.27                  | 1993.3.26                  | FNNスピーク                                                | キャスター                     | 木・金曜日 |                                                |
| 1996.4.1                   | 1997.3.28                  | FNNスピーク                                                | キャスター                     | 平日       | 後任は近藤                                     |
| 1997.4.5                   | 2000.3.25                  | FNNスピーク                                                | キャスター                     | 土曜日     | 下記夕方のニュースと兼務                       |
| 2000.4.3                   | 2000.11.24                 | FNNスピーク                                                | キャスター                     | 平日       |                                                |
| 1993.4.5                   | 1993.9.29                  | FNN おはよう!サンライズ                                    | 司会                           | 月～水曜日 | 木・金曜日は近藤が担当                         |
| 1993.10.1                  | 1994.3.31                  | FNN おはよう!サンライズ                                    | 司会                           | 平日       | 木・金曜日の前任は近藤                         |
| 1994.4.3                   | 1995.3.26                  | スポーツWAVE                                               | キャスター                     | 日曜日     |                                                |
| 1994.10.3                  | 1995.9.29                  | FNNニュース2:00                                            | シフト勤務キャスター           | （交替制） | 近藤もシフト勤務として担当                     |
| 1995.4.1                   | 1996.3.30                  | FNNニュース最終版                                          | キャスター                     | 休日       | 週末のみ放送                                   |
| 1997.4.5                   | 1998.3.29                  | FNNニュース ザ・ヒューマン                                 | キャスター                     | 休日       | 前番組担当は近藤                               |
| 1998.4.4                   | 2000.3.25                  | FNNスーパーニュース                                        | キャスター                     | 休日       |                                                |
| 2002.10.7                  | 2004.3.29                  | 午後のワイドショー番組                                     | 『NEWSレインボー発』キャスター | 月曜日     | 番組名の詳細は各番組のページを参照             |
| 2004.4.1                   | 2005.9.30                  | 午後のワイドショー番組                                     | 『NEWSレインボー発』キャスター | （交替制） | 番組名の詳細は各番組のページを参照             |
| 2005.10.3 および 2009.3.30 | 2007.3.25 および 2010.3.22 | レインボー発                                               | キャスター                     | 月曜日     |                                                |
| 2007.4.3                   | 2009.3.23                  | レインボー発                                               | キャスター                     | 火曜日     |                                                |
| 2010.3.29                  | 2011.6.27                  | レインボー発                                               | キャスター                     | 隔週月曜日 | 高橋真麻と隔週交代での担当                     |

その他
- FNSの日・FNSスーパースペシャル1億人のテレビ夢列島'89（第3回の提供読み）
- 笑っていいとも!（1989年7月 - 1991年3月、月曜日担当のテレフォンアナウンサー）
- DANCE!DANCE!DANCE!（1990年10月 - 1991年3月、ダウンタウンと一緒に司会）
- G-STAGE（中継リポーター）
- 週刊フジテレビ批評（1997年5月 - 2000年11月）
- 週末おまかせパギTV（司会。この時同じく司会だった松尾紀子と共にパギパギダンスというCDを出した）
- 皇室ご一家
- プラモをつくろうCUSTOM（CS、ナレーション）
- KIDSワークショップ（CS）
- 花のザ・めんこい祭り（岩手めんこいテレビ開局前のサービス放送期間中開局前日1991年3月31日放送。ヘリ中継担当）
- 岩手めんこいテレビ初代オープニング・クロージングアナウンス（サービス放送開始 - 2006年9月）

## 同期アナウンサー
- 境鶴丸（2022年3月31日退職）
- 野島卓（2022年3月31日退職）
- 智田裕一（現：ニュース総局報道局経済部長兼解説委員）
- 佐藤里佳（2022年3月31日退職）
- 田代尚子（大学の同級生、2022年3月31日退職）